# Naseeruddin Shah
Naseeruddin Shah (hindi: नसीरुद्दीन शाह, ourdou: نصیرالدین شاہ ), né le 20 juillet 1950 à Baribanki, dans l'Uttar Pradesh, en Inde, est un acteur, metteur en scène de théâtre et réalisateur indien.

## Biographie
Nasseruddin Shah a été un acteur majeur du mouvement dit du « cinéma parallèle indien » dans les années 1980. Par la suite, tout en continuant à jouer dans des films d'auteur indiens, il a aussi joué dans des masalas, et dans des productions internationales ou hollywoodiennes. Il est connu pour la grande variété des rôles qu'il a interprétés. Il a également beaucoup joué au théâtre, notamment dans le cadre de sa compagnie, Motley.

### Enfance et formation
Il naît à Barabanki, dans l'Uttar Pradesh, en Inde, en 1950. C'est un cousin éloigné de l'écrivain afghan Idries Shah. Un de ses cousins, Syed Kamal Shah, a connu un certain succès en tant qu'acteur dans le cinéma pakistanais. Son frère, le Lieutenant Général Zameeruddin Shah, aujourd'hui retraité, a occupé des postes importants au sein de l'armée indienne. Il grandit dans une famille musulmane orthodoxe, et ne comprend pas les contraintes et interdictions religieuses qui lui sont imposées. Il expliquera par la suite qu'il considère son rôle d'imam libéral dans le film pakistanais Khuda Kay Liye comme une revanche sur cette éducation. Ses relations avec son père, un homme strict qui veut qu'il fasse carrière dans la haute fonction publique sont souvent tendues. Mauvais élève, il est malheureux à l'école et veut devenir acteur dès l'âge de douze ans. Il étudie à l'université d'Aligarh où il découvre le théâtre de l'absurde, puis à la National School of Drama de Delhi, et enfin au Film and Television Institute of India (FTII) de Pune.

### Carrière
Depuis ses débuts (à la fin des années 1970) il mène de front ses carrières d'acteur de cinéma (et occasionnellement de télévision) et d'acteur et metteur en scène de théâtre. 

#### Cinéma

##### «Cinéma parallèle» (années 1970 et 1980)
C'est Shyam Benegal qui lui offre son premier rôle au cinéma dans Nishant, aux côtés de Shabana Azmi qu'il retrouvera dans ses films les plus connus. Jusqu'à la fin des années 1970, il participe à la plupart des films de ce réalisateur, souvent dans des rôles secondaires. Cependant après Nishant il traverse une période difficile, pendant laquelle ce sont les publicités dont il fait la voix-off, plus que ses rares rôles, qui lui permettent de gagner sa vie. Junoon, encore de Benegal, met fin à cette période de vaches maigres en 1979. Il travaille par la suite avec tous les réalisateurs importants du cinéma parallèle (Benegal, Nihalani, Ketan Mehta, Sai Paranjpye...), un mouvement qui se développe alors en Inde et tente de proposer des films différents de ceux produits par le cinéma commercial hindi. Il est aussi bien intouchable (dans Manthan de Benegal et Paar de Goutam Ghose) qu'avocat brahmane défendant un accusé adivasi (dans Aakrosh de Govind Nihalani). Son rôle dans Paar lui vaut de remporter le prix du meilleur acteur à la Mostra de Venise. Il est Naurangia, un intouchable d'un village du Bihar qui doit s'enfuir avec sa femme (Shahbana Azmi) après avoir tué l'homme qui exploitait sa communauté. Le couple part à Calcutta où Naurangia cherche sans succès un emploi. Ils songent à repartir lorsqu'enfin ils trouvent un travail : on les charge de faire traverser le Gange, à la nage, à un troupeau de porcs. Une tâche périlleuse qui met en danger l'enfant que porte sa femme. Beaucoup des films de ces réalisateurs abordent en effet des problématiques sociales : ses rôles sont alors souvent ceux de personnages révoltés contre les injustices, en colère contre la société. Le personnage de Vinod Chopra dans Jaane Bhi Do Yaaro, de Kundan Shah, s'inscrit dans la même lignée : c'est un journaliste qui cherche à révéler un scandale de corruption. Cependant la tonalité du film est différente : il s'agit d'une satire remplie de gags visuels qui amène Naseeruddin Shah à s'essayer au registre comique. Cependant ses rôles sont loin de se limiter à ce type de personnage : il joue ainsi dans Mirch Masala (de Ketan Mehta) un collecteur d'impôt tyrannique qui menace tout un village pour obtenir les faveurs d'une des villageoises (jouée par Smita Patil). Tous les films du « cinéma parallèle » ne sont pas aussi engagés, mais la plupart s'attachent à décrire de façon réaliste un milieu social précis, ce qui le conduit à interpréter des personnages très variés, venant de tous les milieux : employé de bureau parsi dans Pestonjee aux côtés d′Anupam Kher, homme à tout faire un peu simple d'une maison close dans Mandi de Benegal, habitant d'un chawl de Mumbai dans Katha de Sai Paranjpye, directeur d'école aveugle dans Sparsh de la même réalisatrice. Avec Sai Paranjpye il joue dans une veine plus intimiste, dans des films plus centrés sur l'analyse des sentiments. Son film le plus célèbre de cette période, Masoom, de Shekhar Kapur, avec Shabana Azmi, se situe dans cette lignée : il y interprète un père de famille dont la vie est bouleversée par l'irruption de son fils, né d'une liaison extra-conjugale. Il joue également dans des films tournés dans d'autres langues que le hindi, tel le film en langue kannada Tabbaliyu Neenaade Magane. Une autre version du même film, dans laquelle il joue aussi, est tournée en hindi sous le nom de Godhuli (1977).

##### Cinéma commercial (fin des années 1980 et années 1990)
Dans les années 1990 ses participations à des films d'auteurs se raréfient. Il joue en revanche dans des films plus commerciaux dès le milieu des années 1980. Il s'agit surtout au début de films réunissant plusieurs stars, tel Karma de Subhash Ghai, dans lequel il affronte un terroriste aux côtés de Dilip Kumar, d'Anil Kapoor, et de Jackie Shroff. Le film est le plus gros succès de 1986. En 1989, Tridev, dans lequel il combat le brigand qui a tué son père aux côtés de Sunny Deol et de Jackie Shroff, marche également très bien. Ce film comporte l'une des rares participations de Naseeruddin Shah à une chorégraphie lors de la chanson Tirchi Topiwale À la suite de ce film on lui propose de nombreuses scènes de danse, qu'il refuse car il a conscience de ne pas être un bon danseur. Il participe ensuite à un certain nombre de films d'action qui suivent des formules similaires mais ne rencontrent pas le même succès (Vishwatma, Daava, etc). Il lui arrive également d'être le seul héros de films semi-commerciaux, comme dans le film policier Jalwa (1987), où il lutte contre des trafiquants de drogue à Goa, et dans lequel il effectue lui-même ses cascades. Peu à peu à ces rôles positifs succèdent des rôles d'ennemis du héros : directeur de journal faussement aveugle qui convoite l'héroïne jouée par Raveena Tandon dans Mohra, grand frère trop protecteur d'une femme déséquilibrée dans Chaahat, où il s'oppose à Shahrukh Khan, policier corrompu dansTakkar, chanteur de ghazals pakistanais qui profite d'une tournée en Inde pour organiser un trafic d'armes dans Sarfarosh (pour lequel il remporte le Filmfare Award du meilleur personnage négatif), ou scientifique mégalomane dans Krrish. Parmi ses participations à des projets moins commerciaux, on peut noter le film en langue kannada Mane (titre hindi Ek Ghar), une étude de l'influence de l'environnement immédiat sur la vie d'un couple qui ne parvient pas à s'adapter à sa nouvelle maison et à son nouveau quartier, et la comédie satirique Bombay Boys (tournée en anglais) dans laquelle il interprète un dangereux mafieux devenu producteur de cinéma, Mastana.

##### Retour au cinéma d'auteur (années 2000)
À partir du début des années 2000 il retrouve des rôles dans des productions plus ambitieuses. Il s'agit souvent de caméo voulus par des réalisateurs souhaitant se positionner en héritiers du cinéma parallèle qu'il a longtemps représenté. Il a cependant aussi l'occasion d’interpréter des rôles plus riches, tel le condamné à mort charmeur et ambigu de 3 Deewarein, ou un vieil homme qui tombe de nouveau amoureux dans Ishqiya. Deux de ces films se déroulent au Gujarat pendant ou juste après les violences inter-communautaires de 2002. Dans Parzania, il est un parsi dont le fils disparaît lors de l'attaque de son quartier par des extrémistes hindous. Nandita Das lui fait incarner dans Firaaq un vieux musicien musulman qui constate que plus personne ne vient l'écouter jouer. En 2000, un an après avoir interprété le mahatma Gandhi au théâtre, il revêt de nouveau le khadi du grand homme dans Hey Ram de Kamal Hassan, tourné simultanément en hindi et en tamoul. Il s'essaie aussi à la réalisation, mais son film Yun Hota To Kya Hota, dans lequel il ne joue pas, est un échec commercial et critique. Conscient de ses défauts, il doute de ses talents de réalisateur et n'a pas réalisé d'autres films jusqu'à présent.

##### Films internationaux
Naseeruddin Shah faisait partie des candidats pour le rôle de Gandhi dans le film de Richard Attenborough, finalement attribué à Ben Kingsley. C'est son rôle de père de famille se démenant pour que le mariage de sa fille se déroule correctement dans Le Mariage des moussons de Mira Nair qui le fait connaître en dehors de l'Inde. Le film remporte le lion d'or à la Mostra de Venise en 2001. Il joue ensuite dans plusieurs films américains, dont une grosse production hollywoodienne, La Ligue des gentlemen extraordinaires, dans le rôle du Capitaine Nemo, et une comédie dramatique ayant pour thème la cuisine indienne, Today's Special. Il apparaît également dans un film pakistanais, Khuda Kay Liye (2007), dans le rôle court mais central d'un imam progressiste. En 2012, il participe de nouveau à un film pakistanais, Zinda Bhaag, aux côtés de trois jeunes acteurs non professionnels.

#### Télévision
Il joue à plusieurs reprises dans des œuvres conçues pour la télévision à la fin des années 1980. Son rôle le plus notable est celui du poète du XIXe siècle Mirza Ghalib dans le feuilleton du même nom réalisé par Gulzar en 1988. Ce feuilleton devient rapidement très populaire en Inde mais aussi au Pakistan et le fait connaître dans ce pays.

#### Théâtre
Il fonde en 1977 avec les acteurs Tom Alter et Benjamin Gilani la compagnie Motley. Leur première pièce est En attendant Godot, le 29 juin 1979,. La pièce de Samuel Beckett est choisi par défaut, car il faut à la troupe, alors exclusivement masculine, une pièce sans rôles féminins et parce qu'elle convient au budget réduit dont dispose leur compagnie. Naseeruddin Shah interprète Vladimir, Benjamin Gilani Estragon et Tom Alter Lucky. Par la suite Naseeruddin Shah met en scène tour à tour des pièces européennes (de Shakespeare à Beckett) et des pièces des répertoires hindi et ourdou. En 2006, il participe à un projet visant à faire revivre une forme de récitation d'épopées apparue au Moyen Âge en Iran et populaire en Inde jusqu'à la fin du XIXe siècle, le dastangoi. Il a également adapté pour le théâtre trois nouvelles de l'écrivain de langue ourdoue Ismat Chughtai sous la forme de trois monologues interprétés par sa fille Heeba, son épouse et lui-même. Il joue également sous la direction d'autres metteurs en scène : il est ainsi Créon dans l’Antigone de Jean Anouilh  mise en scène par Satyadev Dubey. Sa nièce rebelle est interprétée par son épouse Ratna Pathak Shah.

### Vie personnelle
Après le décès de sa première femme, avec qui il a eu une fille, Heeba Shah, elle aussi actrice, il épouse l'actrice Ratna Pathak Shah en 1983. Ils ont deux enfants, Imaaduddin Shah, acteur et musicien, et Vivaan Shah, acteur.

## Controverses
Naseeruddin Shah est célèbre pour ses déclarations peu diplomatiques au sujet d'autres acteurs ou de réalisateurs. Il dit à ce sujet : 
« J'ai eu la très grande chance de ne jamais me trouver dans une situation où j'aurais dû me soucier de plaire aux gens ou de leur parler comme il faut. [...] Après tout, je ne dois mon succès qu'à moi-même, même ceux qui m'ont permis de percer l'ont fait parce que je possédais ce dont ils avaient besoin, ils ne m'ont pas fait de faveurs. Je ne pense donc pas leur devoir quoi que ce soit. »
 Bien qu'il ait été un acteur essentiel du cinéma parallèle, il a assez vite pris ses distances avec ce courant. Il est en désaccord avec les réalisateurs de ce mouvement sur le plan artistique. Il leur reproche de demander un style de jeu non réaliste, qui n'est pas satisfaisant pour l'acteur qu'il est et qui ne sonne pas juste. Sur un plan plus personnel, il les accuse également d'avoir profité de sa bonne volonté pour le faire travailler pour un salaire très bas, et inférieur à celui de ses collègues,. Il estime s'être beaucoup impliqué (au point d'avoir prêté ses propres vêtements pour habiller les acteurs de Jaane Bhi Do Yaaro, par exemple ) et ne pas avoir assez reçu en échange,.

## Filmographie

### Cinéma

#### Comme acteur
- 1967 : Aman (figuration)
- 1975 : Nishant
- 1976 : Manthan
- 1977 : Le Rôle
- 1977 : Tabbaliyu Neenaade Magane (en langue kannada)
- 1977 : Godhuli
- 1979 : Junoon
- 1980 : Sparsh
- 1980 : Aakrosh
- 1980 : Albert Pinto Ko Gussa Kyon Aata Hai
- 1980 : Bhavni Bhavai (en langue gujarâtî)
- 1981 : Chakra
- 1981 : Umrao Jaan
- 1982 : Bazaar (en)
- 1983 : Jaane Bhi Do Yaaro
- 1983 : Katha
- 1983 : Masoom
- 1983 : Woh 7 Din
- 1984 : Paar
- 1984 : Mohan Joshi Hazir Ho!
- 1984 : Holi
- 1985 : Ghulami
- 1985 : Trikaal
- 1985 : Mirch Masala
- 1986 : Karma
- 1987 : Jalwa
- 1987 : Ijaazat
- 1988 : Hero Hiralal
- 1988 : Maalamaal
- 1988 : Pestonjee
- 1988 : The Perfect Murder
- 1989 : Tridev
- 1991 : Mane (kannada), titre hindi Ek Ghar
- 1992 : Vishwatma
- 1992 : Electric Moon
- 1992 : Chamatkar
- 1992 : Panaah
- 1993 : Kabhi Haan Kabhi Naa
- 1993 : Sir
- 1993 : Ponthan Mada (en langue malayalam)
- 1994 : Mohra
- 1995 : Naajayaz
- 1996 : Chaahat
- 1997 : Bombay Boys
- 1998 : China Gate
- 1998 : Such a Long Journey de Sturla Gunnarsson
- 1999 : Sarfarosh
- 1999 : Bhopal Express
- 2000 : Hey Ram
- 2001 : Le Mariage des moussons
- 2003 : La Ligue des gentlemen extraordinaires
- 2002 : Encounter: The Killing
- 2003 : Maqbool
- 2003 : 3 Deewarein
- 2004 : Main Hoon Na
- 2005 : Paheli
- 2005 : Iqbal
- 2005 : The Great New Wonderful
- 2006 : Being Cyrus
- 2006 : Krrish
- 2006 : Omkara
- 2006 : Banaras
- 2007 : Parzania
- 2007 : Amal
- 2007 : Khuda Kay Liye
- 2007 : Dus Kahaniyaan, court métrage Rice Plate
- 2008 : Mithya
- 2008 : Shoot on Sight
- 2008 : Jaane Tu Ya Jaane Na
- 2008 : A Wednesday!
- 2008 : Maharathi
- 2009 : Barah Aana
- 2009 : Firaaq
- 2009 : Today's Special
- 2010 : Ishqiya
- 2010 : Raajneeti
- 2010 : Allah Ke Banday
- 2010 : That Girl in Yellow Boots
- 2011 : 7 Khoon Maaf
- 2011 : Zindagi Na Milegi Dobara
- 2011 : Pappu Can't Dance Saala
- 2011 : The Dirty Picture
- 2011 : Deool (marathi)
- 2012 : Chaalis Chauraasi
- 2012 : Maximum
- 2013 : Zinda Bhaag
- 2013 : Sona Spa
- 2013 : Dedh Ishqiya

#### Comme réalisateur
- 2006 :  Yun Hota Toh Kya Hota

#### Comme producteur
- 2003 : Raghu Romeo (coproducteur)

### Télévision
- 1985 : Apna Jahan
- 1987 : Tamas
- 1988 : Mirza Ghalib

## Théâtre
- 1979 : En attendant Godot de Samuel Beckett
- 1990 : The Caine Mutiny Court Martial de Herman Wouk (repris en 2010)
- 1992 : Jules César de Shakespeare
- 1998 : Mahatma vs Gandhi
- 2001 : Ismat Apa Ke Naam, acteur et metteur en scène, à partir de textes de Ismat Chughtai
- 2008 : Antigone de Jean Anouilh, dans le rôle de Créon, mise en scène de Satyadev Dubey[21]
- 2009 : The Adventures of Amir Hamza, un spectacle de dastangoi
- 2011 : By George, trois courtes pièces de George Bernard Shaw (English Pronunciation, How he lied to her husband, et Village wooing), metteur en scène.

## Distinctions

### Récompenses
- 1980 : National Film Award - meilleur acteur pour Sparsh
- 1980 : Filmfare Award - meilleur acteur pour Aakrosh
- 1981 : Filmfare Award - meilleur acteur pour Chakra
- 1983 : Filmfare Award - meilleur acteur pour Masoom
- 1984 : Coupe Volpi pour la meilleure interprétation masculine à la Mostra de Venise pour Paar
- 1985 : National Film Award - meilleur acteur pour Paar
- 1985 : Padma Shri, la quatrième plus haute distinction civile indienne
- 2000 : Sangeet Natak Akademi Award
- 2000 : IIFA Award - meilleur acteur dans un rôle négatif pour Sarfarosh
- 2003 : Padma Bhushan, la troisième plus haute distinction civile indienne
- 2004 : Festival international du film de Mumbai - récompense attribuée pour sa contribution au cinéma indien
- 2007 : National Film Award  - meilleur acteur dans un second rôle pour Iqbal
- 2009 : Insigne de Cristal du meilleur acteur au Festival international du film policier de Liège pour Shoot on Sight

### Nominations
- 1993 : Filmfare Award - nommé dans la catégorie meilleur acteur dans un second rôle pour  Sir
- 1995 : Filmfare Award - nommé dans la catégorie meilleur acteur dans un rôle négatif pour  Mohra
- 1996 : Filmfare Award - nommé dans la catégorie meilleur acteur dans un second rôle pour  Naajayaz
- 1998 : Filmfare Award - nommé dans la catégorie meilleur acteur dans un rôle négatif pour  Chaahat
- 2000 : Filmfare Award - nommé dans la catégorie meilleur acteur dans un second rôle pour  Sarfarosh
- 2007 : Filmfare Award - nommé dans la catégorie meilleur acteur dans un second rôle pour  Krrish
- 2009 : Filmfare Award - nommé dans la catégorie meilleur acteur  pour  A Wednesday!